# 대한민국의 수구
대한민국의 수구는 대한수영연맹이 대한민국의 수구 종목 행정을 총괄한다.

## 행정 기구
| 행정 기구 | 행정 기구    | 행정 기구        | 설립   | 체육회 | 비고 |
| --------- | ------------ | ---------------- | ------ | ------ | ---- |
| 전국      | 대한수영연맹 | 대한수영연맹     | 1929년 | 정회원 |      |
| 전국      | 산하 연맹    | 한국대학수영연맹 | 1992년 |        |      |

## 대회

### 남자 수구
| 구분 | 대회                          | 주최         | 세부 종목 | 비고 |
| ---- | ----------------------------- | ------------ | --------- | ---- |
| 일반 | 전국체육대회                  | 대한체육회   | 7인제     |      |
| 일반 | 광주 전국수영선수권대회       | 대한수영연맹 | 7인제     |      |
| 일반 | 김천 전국마스터즈수영대회     | 대한수영연맹 | 7인제     |      |
| 일반 | 김천 전국수영대회             | 대한수영연맹 | 7인제     |      |
| 일반 | 대통령배 전국수영대회         | 대한수영연맹 | 7인제     |      |
| 일반 | 동아수영대회                  | 대한수영연맹 | 7인제     |      |
| 일반 | 코리아마스터즈                | 대한수영연맹 | 7인제     |      |
| 일반 | 회장배 전국수영대회           | 대한수영연맹 | 7인제     |      |
| 일반 | 회장배 전국종별수구선수권대회 | 대한수영연맹 | 7인제     |      |
| 일반 | MBC배 전국수영대회            | 대한수영연맹 | 7인제     |      |
|      |                               |              |           |      |
| U-18 | 전국체육대회                  | 대한체육회   | 7인제     |      |
| U-18 | 광주 전국수영선수권대회       | 대한수영연맹 | 7인제     |      |
| U-18 | 김천 전국수영대회             | 대한수영연맹 | 7인제     |      |
| U-18 | 대통령배 전국수영대회         | 대한수영연맹 | 7인제     |      |
| U-18 | 동아수영대회                  | 대한수영연맹 | 7인제     |      |
| U-18 | 회장배 전국수영대회           | 대한수영연맹 | 7인제     |      |
| U-18 | 회장배 전국종별수구선수권대회 | 대한수영연맹 | 7인제     |      |
| U-18 | MBC배 전국수영대회            | 대한수영연맹 | 7인제     |      |
|      |                               |              |           |      |
| U-15 | 광주 전국수영선수권대회       | 대한수영연맹 | 7인제     |      |
| U-15 | 김천 전국수영대회             | 대한수영연맹 | 7인제     |      |
| U-15 | 대통령배 전국수영대회         | 대한수영연맹 | 7인제     |      |
| U-15 | 동아수영대회                  | 대한수영연맹 | 7인제     |      |
| U-15 | 회장배 전국수영대회           | 대한수영연맹 | 7인제     |      |
| U-15 | 회장배 전국종별수구선수권대회 | 대한수영연맹 | 7인제     |      |
| U-15 | MBC배 전국수영대회            | 대한수영연맹 | 7인제     |      |
|      |                               |              |           |      |
| U-12 | 광주 전국수영선수권대회       | 대한수영연맹 | 7인제     |      |
| U-12 | 김천 전국수영대회             | 대한수영연맹 | 7인제     |      |
| U-12 | 대통령배 전국수영대회         | 대한수영연맹 | 7인제     |      |
| U-12 | 동아수영대회                  | 대한수영연맹 | 7인제     |      |
| U-12 | 회장배 전국수영대회           | 대한수영연맹 | 7인제     |      |
| U-12 | 회장배 전국종별수구선수권대회 | 대한수영연맹 | 7인제     |      |
| U-12 | MBC배 전국수영대회            | 대한수영연맹 | 7인제     |      |

### 여자 수구
| 구분 | 대회                          | 주최         | 세부 종목 | 비고 |
| ---- | ----------------------------- | ------------ | --------- | ---- |
| 일반 | 광주 전국수영선수권대회       | 대한수영연맹 | 7인제     |      |
| 일반 | 김천 전국수영대회             | 대한수영연맹 | 7인제     |      |
| 일반 | 대통령배 전국수영대회         | 대한수영연맹 | 7인제     |      |
| 일반 | 동아수영대회                  | 대한수영연맹 | 7인제     |      |
| 일반 | 회장배 전국수영대회           | 대한수영연맹 | 7인제     |      |
| 일반 | 회장배 전국종별수구선수권대회 | 대한수영연맹 | 7인제     |      |
| 일반 | MBC배 전국수영대회            | 대한수영연맹 | 7인제     |      |
|      |                               |              |           |      |
| U-18 | 광주 전국수영선수권대회       | 대한수영연맹 | 7인제     |      |
| U-18 | 김천 전국수영대회             | 대한수영연맹 | 7인제     |      |
| U-18 | 대통령배 전국수영대회         | 대한수영연맹 | 7인제     |      |
| U-18 | 동아수영대회                  | 대한수영연맹 | 7인제     |      |
| U-18 | 회장배 전국수영대회           | 대한수영연맹 | 7인제     |      |
| U-18 | MBC배 전국수영대회            | 대한수영연맹 | 7인제     |      |
|      |                               |              |           |      |
| U-15 | 광주 전국수영선수권대회       | 대한수영연맹 | 7인제     |      |
| U-15 | 김천 전국수영대회             | 대한수영연맹 | 7인제     |      |
| U-15 | 대통령배 전국수영대회         | 대한수영연맹 | 7인제     |      |
| U-15 | 동아수영대회                  | 대한수영연맹 | 7인제     |      |
| U-15 | 회장배 전국수영대회           | 대한수영연맹 | 7인제     |      |
| U-15 | MBC배 전국수영대회            | 대한수영연맹 | 7인제     |      |
|      |                               |              |           |      |
| U-12 | 광주 전국수영선수권대회       | 대한수영연맹 | 7인제     |      |
| U-12 | 김천 전국수영대회             | 대한수영연맹 | 7인제     |      |
| U-12 | 대통령배 전국수영대회         | 대한수영연맹 | 7인제     |      |
| U-12 | 동아수영대회                  | 대한수영연맹 | 7인제     |      |
| U-12 | 회장배 전국수영대회           | 대한수영연맹 | 7인제     |      |
| U-12 | 회장배 전국종별수구선수권대회 | 대한수영연맹 | 7인제     |      |
| U-12 | MBC배 전국수영대회            | 대한수영연맹 | 7인제     |      |

## 참고 문헌
- 대한체육회 대회운영부 (2023년 9월 12일). 《2023년 종목별 전국규모 국내대회 개최현황》. 대한체육회.
- “스포츠지원포털 등록 현황”. 대한체육회.
- 《2019 체육백서》. 대한민국 문화체육관광부. 2021.
- 《2020 체육백서》. 대한민국 문화체육관광부. 2022.
- 《2021 체육백서》. 대한민국 문화체육관광부. 2023.
- 《2022 체육백서》. 대한민국 문화체육관광부. 2024.

## 같이 보기
- 대한수영연맹